# Бебелево
Бебелево — деревня в Ферзиковском районе Калужской области России. Административный центр Бебелевского сельсовета.
Население — 826 чел. (2011).

## География
Деревня расположена на обеих берегах реки Угрешка (приток реки Калужка) в 7 км к востоку от Калуги, на автодороге 29К027 (Калуга — Серпухов).

## История
Село Боброво было владельческим селом Петра Михайловича Римского-Корсакова. До революции 1917 г. в селе были каменная церковь Святого Архистратига Михаила и прочих бесплотных Сил, дом господский с плодовым садом и конный завод. Постановлением президиума Калужского уисполкома от 4 ноября 1918 года Бобровская волость и село Боброво переименовано в честь деятеля международного коммунистического и рабочего движения Августа Бебеля.

## Население
| 2002 | 2010 | 2011 |
| ---- | ---- | ---- |
| 773  | ↗792 | ↗826 |